# Пособие
Посо́бие — одна из форм материального обеспечения населения государства, страны (край, регион), населённого пункта или какой то категории их жителей (учащиеся, женщины, безработные и так далее). 
Пособие назначается в случае заболевания, травмы, по беременности и родам, при потере работы и в других случаях. По форме выплат пособия подразделяются на единовременные и периодические; могут иметь замещающий характер. В зависимости от вида пособия существуют  разные способы его расчёта.

## Виды и типы
Существуют следующие виды и типы пособий на основании законов, подзаконных актов и так далее:
- Единовременное — выплачиваемое один раз;
- Периодическое — выплачиваемое с определённой периодичностью;
- По безработице — денежная помощь, выплачиваемая государством лицам, признанным по закону безработными;
- Выходное — единовременное пособие, выдаваемое работнику при увольнении его с работы либо вследствие нарушения администрацией законодательства о труде, коллективного или трудового договора;
- Социальное — безвозмездное предоставление гражданам определённой денежной суммы за счёт средств соответствующих бюджетов, в случаях нетрудоспособности лица, которое не работает и не имеет права на трудовые пенсии и другие денежные выплаты;
- Государственное — пособие, выплачиваемое за счёт средств государственного бюджета или из фонда государственного социального страхования;
- и другие.